# حمله ۲۰۲۴ اسرائیل به لبنان
در ۱ اکتبر ۲۰۲۴، اسرائیل حمله به جنوب لبنان را آغاز کرد که ناشی از تشدید درگیری‌های اسرائیل و حزب‌الله در پی جنگ اسرائیل و حماس بود. این جنگ از سوی برخی منابع اسرائیلی، جنگ سوم لبنان نامیده شده است. این رخداد در پی حملات سپتامبر ۲۰۲۴ اسرائیل به لبنان بود که توانمندی‌های حزب‌الله لبنان را کاهش داد و باعث کشته شدن رهبران آن شد. پیش از این حمله، با انفجار پیجرها و بی‌سیم‌های حزب‌الله لبنان، بمباران هوایی اسرائیل که حزب‌الله را در سرتاسر لبنان هدف قرار داد و ترور سید حسن نصرالله، دبیرکل حزب‌الله لبنان، در ۲۷ سپتامبر، تنش به اوج خود رسید.
در ۳۰ سپتامبر، ارتش اسرائیل، بخش‌هایی از مرز شمالی اسرائیل را به عنوان مناطق نظامی، مسدود اعلام کرد. در آغاز تهاجم، نیروهای مسلح لبنان (LAF) از خط آبی عقب‌نشینی کردند.
به گفته اسرائیل، این تهاجم به دنبال ریشه‌کن کردن نیروها و زیرساخت‌های حزب‌الله بود که می‌توانست تهدیدی برای جوامع غیرنظامی در شمال اسرائیل باشد. حزب‌الله نیز گفت که هدفش فشار بر اسرائیل از طریق وادار کردن این کشور به جنگ در دو جبهه است.